# 伊日·多莱扎尔
伊日·多莱扎尔（捷克語：Jiří Doležal，1963年9月22日—），捷克男子冰球运动员。他曾代表捷克斯洛伐克、捷克参加1988年和1994年冬季奥林匹克运动会冰球比赛，分别获得第六名和第五名。